# Jauru (canhoneira)
Jauru foi uma canhoneira operada pela Armada Imperial Brasileira, nomeada em homenagem ao rio Jauru, localizado no estado de Mato Grosso. O navio integrou a Flotilha do Mato Grosso e teve participação na Guerra do Paraguai. Suas características técnicas são pouco conhecidas, incluindo deslocamento, dimensões exatas e velocidade. Era propulsionada por uma máquina a vapor de 12 hp com rodas de propulsão e possuía um único canhão como armamento. A tripulação também é desconhecida. Em 11 de julho de 1867, a embarcação esteve presente no combate do Alegre, onde foi capturada pelo navio paraguaio Salto de Guayrá. No entanto, pouco depois, o Jauru foi retomado pelo vapor brasileiro Antônio João. Devido ao seu estado precário de navegabilidade, a embarcação foi posteriormente destruída.